# Zgniot (obróbka plastyczna)
Zgniotem określa się zmiany, jakie zachodzą w strukturze i właściwościach metali pod wpływem odkształcenia plastycznego na zimno. Zgniot zachodzi poniżej temperatury rekrystalizacji, gdy szybkość procesów dyfuzyjnych jest mała.
Za miarę zgniotu przyjęto stopień odkształcenia wyrażany ubytkiem przekroju w procentach
{\displaystyle Z={\frac {F_{0}-F_{1}}{F_{0}}}\cdot 100\%,}
gdzie:
{\displaystyle F_{0}} – kształt początkowy,
{\displaystyle F_{1}} – kształt po odkształceniu.